# Moon Sung-kil
Moon Sung-kil est un boxeur sud-coréen né le 20 juillet 1963 à Yeongam.

## Carrière
Sa carrière amateur est riche d'un titre de champion du monde remporté à Reno en 1986 dans la catégorie des poids coqs ainsi que de deux médailles d'or aux Jeux asiatiques de New Delhi en 1982 et de Séoul en 1986. Moon Sung-kil passe professionnel en 1987 et devient champion du monde des poids coqs WBA le 14 août 1988 après sa victoire face à Khaokor Galaxy. Battu lors du combat revanche le  9 juillet 1989, il s'empare ensuite du titre WBC des poids super-mouches le 20 janvier 1990 aux dépens de Nana Konadu, titre qu'il conserve jusqu'au 13 novembre 1993 après une défaite contre Jose Luis Bueno. Il se retire à l'issue de ce combat sur un bilan de 20 victoires et 2 défaites.